# Majorskjeret
Majorskjeret ist eine Insel im Byfjord in der Gemeinde Stavanger in der norwegischen Provinz Rogaland.
Die kleine felsige unbewohnte Schäreninsel erhebt sich nur geringfügig oberhalb der Wasseroberfläche. Sie liegt inmitten des Hafenbereichs der Stadt Stavanger, im nördlichen Teil des Hafens Vågen. Die Uferlinie der praktisch kahlen Insel ist stark zerklüftet. Sie erstreckt sich in West-Ost-Richtung über etwa 30 Meter bei einer Breite von bis zu 20 Metern. 
Majorskeret liegt westlich von Engøy und südlich von Buøy. In der unmittelbaren Nähe befinden sich kleine Schäreninseln, so nur 40 Meter südlich Majoren und 50 Meter westlich die sehr kleine Insel Majorgrunnen, weiter nordwestlich Tjuvholmen.